# Maria Theresia, Prințesă de Toscana
Arhiducesa Maria Theresa de Austria (germană Maria Theresia Antoinette Immakulata Josepha Ferdinanda Leopoldine Franziska Caroline Isabella Januaria Aloysia Christine Anna, Erzherzogin von Österreich) (n. 18 septembrie 1862, Brandýs nad Labem-Stará Boleslav, Boemia Centrală, Cehia – d. 10 mai 1933, Żywiec, Voievodatul Silezia, Polonia) a fost prin naștere membră a Casei de Habsburg-Lorena și Arhiducesă de Austria, Prințesă a Ungariei, Boemiei și Toscanei. 
Maria Theresia a fost cel mai mare copil a Arhiducelui Karl Salvator, Prinț de Toscana și a soției lui, Prințesa Maria Immaculata de Bourbon-Două Sicilii.